# Galactia burkartii
Galactia burkartii là một loài thực vật có hoa trong họ Đậu. Loài này được Fortunato miêu tả khoa học đầu tiên năm 1994.